# Koermanbek Bakijev
Koermanbek Salijevitsj Bakijev (Russisch: Курманбек Салиевич Бакиев) (Masadan bij Susak), 1 augustus 1949) is een Kirgizisch politicus. Bakijev, die afkomstig is uit het zuiden van Kirgizië en zijn machtsbasis heeft in de stad Dzalal-Abad, was een van de belangrijkste oppositieleiders tegen het bewind van president Askar Akajev.

## Premier onder Akajev
Op 21 december 2000 werd Bakijev premier onder Akajev, maar sinds hij op 22 mei 2002 werd vervangen door Nikolai Tanajev, was Bakijev een criticus van de president en diens autoritaire bewind.

## Tulpenrevolutie
Bakijev speelde een rol van betekenis tijdens de zogenaamde Tulpenrevolutie die in maart 2005 uitbrak. Op 24 maart 2005 riep hij op tot kalmte onder de revolutionairen, die op dat moment president Akajev hadden verjaagd uit het presidentieel paleis. Later die dag ontvluchtte president Akajev Kirgizië en werd Isjenbaj Kadirbekov door het parlement aangewezen als zijn opvolger, terwijl premier Nikolai Tanajev opgevolgd werd door Koermanbek Bakijev. Doordat Kadirbekov een dag later terugtrad ten gunste van Bakijev, verenigde die beide functies.
Op 10 juli werden verkiezingen gehouden, die leidden tot voortzetting van Bakijevs presidentschap. Hij benoemde Felix Koelov tot premier. Vervolgens kostte het hen weken om een regering te vormen. Steeds weer werden kandidaten afgewezen door het parlement. Vijf broers en twee zonen van Bakijev kregen uiteindelijk hoge posities in de regering.

## Na de revolutie
Bakijevs regering werd geplaagd door het uitblijven van economische en democratische hervormingen en corruptieschandalen en ook door moorden op oppositieleiders, waaronder drugsbaron Bajaman Erkinbajev, een voormalig medestander van Bakijev. Na een aantal corruptieschandalen kwam het eind 2006 tot grote protesten onder de bevolking, die met duizenden naar de hoofdstad Bisjkek kwamen om zijn aftreden te eisen. Uiteindelijk wist Bakijev president te blijven, maar hij werd verder gedwongen een nieuwe grondwet te ondertekenen, die het Kirgizische parlement fors meer macht gaf ten koste van de president. Ook moest hij een aantal van de meest corrupte staatslieden ontslaan, waaronder zijn broer Janysh Bakijev, die verdacht werd van drugssmokkel.
Op 28 maart 2007 werd na aanhoudende protesten een akkoord getekend waarbij de president vijf ministers naar huis stuurde. Omdat de oppositie onder leiding van Felix Koelov weigerde in te gaan op Bakijevs aanbod om deze posten te vervullen en bleef aandringen op zijn vertrek, plande Bakijev een referendum, waarbij de kiezers van Kirgizië op 11 april konden aangeven of hij mocht aanblijven als president of niet. Op 23 juli 2009 werd Bakijev met 76 procent van de stemmen opnieuw tot president verkozen.

## Aftreden en vlucht
Na grootschalige en gewelddadige protesten in Kirgizië in april 2010, vluchtte Bakijev naar de stad Osj, in het zuiden van Kirgizië.
Hij vroeg de Organisatie voor het Verdrag inzake Collectieve Veiligheid om in te grijpen. Secretaris-generaal Bordjoescha weigerde echter omdat hij het conflict als een interne
aangelegenheid zag. Op een top in Jerevan konden de leiders van de lidstaten het niet met elkaar eens worden of ze militair zouden ingrijpen of niet. Uiteindelijk werd Bakijev afgezet.